# Булатовић
Булатовић је српско и црногорско презиме. Значајне особе са овим презименом су:
- Анђела Булатовић (1987), црногорска рукометашица
- Катарина Булатовић (1984), црногорска рукометашица рођена у Србији
- Миодраг Булатовић (1930–1991), српски романсијер
- Момир Булатовић (1956), црногорски и југословенски политичар
- Павле Булатовић (1948–2000), црногорски и југословенски политичар
- Предраг Булатовић (1956), црногорски политичар